# 平方分米
平方分米（符號為dm²）是面積的公制單位（SI Unit），其定義是「邊長為1分米的正方形的面積」。

## 單位轉換
| 1平方公寸(1dm²)等於： - 0.01m² - 100cm² - 10000mm² | (1m²=100dm²) (1cm²=0.01dm²) (1mm²=0.0001dm²) |

## 参看
- 国际单位 - 长度单位 - 时间长度比较 - 数量级 - 单位转换
- 平方千米 - 公頃 - 公畝 - 平方米 - 平方厘米 - 平方毫米